# Ilha Brava
| Brava                |                                             |
| Localização da Brava |                                             |
| Maior centro urbano  | Vila de Nova Sintra, cerca de habitantes.   |
| Concelhos            | Brava                                       |
| Área                 | 67 km²                                      |
| População            | 6.462                                       |
| Grupo                | Ilhas de Sotavento (Cabo Verde)             |
| Elevação máxima      | m, Monte Fontainhas                         |
| Coordenadas          | 14° 49′ N e 14° 54′ N 24° 40′ W e 24° 44′ W |
| Mapa da Brava        |                                             |

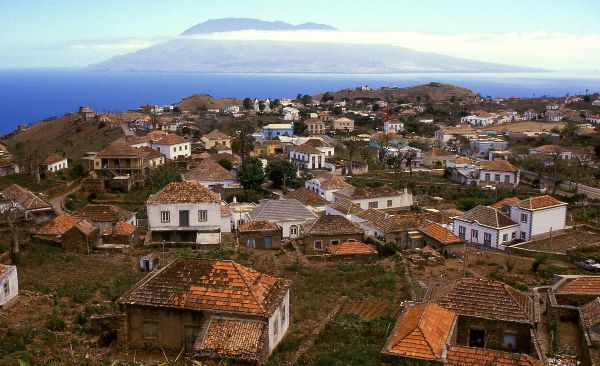
Vila Nova Sintra, situada no planalto 450m acima do nível do mar, Ilha Brava

Brava é uma ilha e concelho do Sotavento de Cabo Verde. A sua maior povoação é a vila de Nova Sintra. O único concelho da ilha tem cerca de sete mil habitantes. Com 67 km², Brava é a menor das ilhas habitadas de Cabo Verde, e tem uma densidade populacional de 101,49/km². A ilha tem uma escola, um liceu, uma igreja e uma praça, a Praça Eugénio Tavares.

## Nomenclatura
Quando a ilha foi descoberta, deram-lhe o nome de S. João. No entanto, algum tempo depois o nome foi alterado devido ao aspecto florido que a ilha tinha. Foi-lhe dado o nome "Brava" que significa "selvagem". Sendo "brava" um adjectivo, tal como "selvagem", "rebelde", "verde" ou outro adjectivo qualquer, o nome da ilha, ao contrário das outras todas, não vem regido da preposição "de", como é o caso de substantivos — nomes de coisas (Fogo, Maio, Sal) ou nomes de Santos (São Nicolau, Santa Luzia, São Vicente, etc.). O mesmo se passa com "ilha Terceira" nos Açores (e não ilha da Terceira). Até em crioulo existe essa diferença: diz-se Dja d' Sal, Dja r' Mai', Dja di Santiagu, Dja r' Fogu, mas nunca Dja di Braba, é sempre Dja Braba.

## Personalidades
- Eugénio Tavares, poeta
- José Rodrigues Aleixo, filósofo

## Zonas

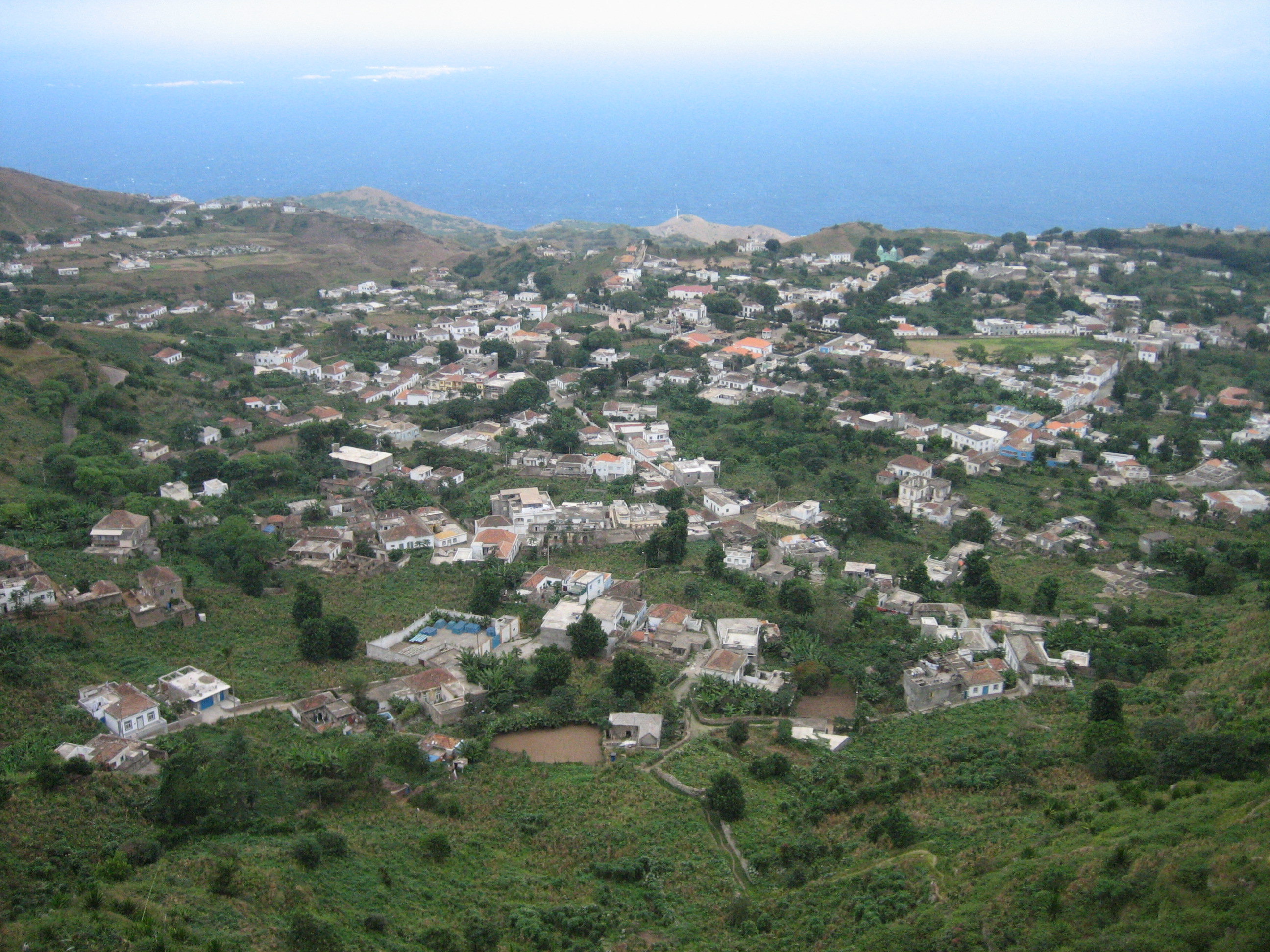
Vila de Nova Sintra, Ilha Brava.

- Cachaço
- Campo Baixo
- Cova Joana
- Cova Rodela
- Fajã de Água
- Furna
- Lime Doce
- Mato Grande
- Nova Senhora do Monte
- Santa Bárbara
- Tantum
- Vila Nova Sintra

## Geografia
- Tipo: Estratovulcão

| - Ponta do Alto - Ponta do Pesqueiro Grande - Ponta do Rei Fernando - Ponta da Aguada - Quebra Cabeças - Monte Pesqueiro | - Ponta do Incenso - Ponta Jalunga - Ponta Mórea - Cova do Mar - Ponta da Vaca |

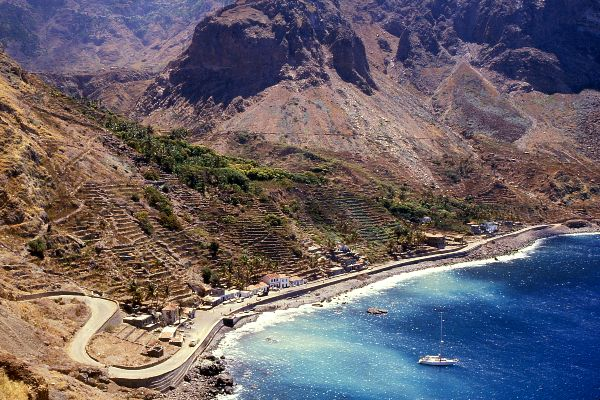
Porto de Fajã de Água, Ilha Brava

A norte da Brava ficam os Ilhéus Secos ou do Rombo.

## Língua
Para além do português, língua oficial, o crioulo cabo-verdiano é usado no dia-a-dia pela maioria da população da Brava. Existe uma variante local do crioulo cabo-verdiano.